# Chaetura spinicaudus
Chaetura spinicaudus е вид птица от семейство Бързолетови (Apodidae).

## Разпространение
Видът е разпространен в Бразилия, Венецуела, Гвиана, Еквадор, Колумбия, Панама, Суринам, Тринидад и Тобаго и Френска Гвиана.